# Ала-деи-Сарди
Ала́-де́и-Са́рди (итал. Alà dei Sardi, сард. Alà) — коммуна в Италии, располагается в регионе Сардиния, в провинции Сассари.
Население составляет 1846  человек (30-6-2019), плотность населения — 9,32 чел./км². Коммуна занимает площадь 189 км². Почтовый индекс — 7020. Телефонный код — 079.
Покровителем коммуны почитается святой Аврелий Августин, празднование 28 августа.

## Демография
Динамика населения:

## Администрация коммуны
- Официальный сайт: http://www.aladeisardi.altervista.org

## Примечание
1. ↑  Statistiche demografiche ISTAT. demo.istat.it. Дата обращения: 27 ноября 2019. Архивировано из оригинала 24 июля 2019 года.